# El Tablón, Colombia
El Tablón är en ort i Colombia.   Den ligger i departementet Nariño, i den sydvästra delen av landet, 500 km sydväst om huvudstaden Bogotá. El Tablón ligger 1 515 meter över havet och antalet invånare är 2 373.
Terrängen runt El Tablón är kuperad västerut, men österut är den bergig. El Tablón ligger nere i en dal. Runt El Tablón är det ganska glesbefolkat, med 32 invånare per kvadratkilometer. Närmaste större samhälle är La Unión, 19,5 km norr om El Tablón. I omgivningarna runt El Tablón växer i huvudsak städsegrön lövskog.